# Petit Jardin
Petit Jardin est une municipalité, située sur la péninsule de Port-au-Port de l'Île de Terre-Neuve, dans la province de Terre-Neuve-et-Labrador, au Canada.